# León (provincie)
León is een provincie van Spanje en maakt deel uit van de regio Castilië en León. De provincie heeft een oppervlakte van 15.581 km². In 2021 telde de provincie 452.435 inwoners (2011: 493.312) verdeeld over 211 gemeenten. Het ligt in het noordoosten van het Iberisch Schiereiland en de hoofdstad van León is León.
Naast het Castiliaans wordt er ook een andere Romaanse taal het Leonees gesproken. Deze taal wordt niet officieel erkend maar wordt door mensen in het noorden van de provincie gesproken. In El Bierzo wordt ook Galicisch gesproken.
De provincie León ligt in de historische landstreek León.

## Bestuurlijke indeling
De provincie León bestaat uit 10 comarca's die op hun beurt uit gemeenten bestaan. De comarca's van León zijn:
- El Bierzo
- La Montaña de Luna (Montaña Occidental)
- La Montaña de Riaño (Montaña Oriental)
- La Cabrera
- Tierra de Astorga
- Tierra de León
- Tierra de La Bañeza
- Páramo Leonés
- Tierra de Campos
- Tierra de Sahagún

Zie voor de gemeenten in León de lijst van gemeenten in provincie León.

## Demografische ontwikkeling
Bron: INE
Opm: Bevolkingscijfers in duizendtallen